# Bateau ardent
Ardent se dit d'un bateau plus particulièrement d'un voilier qui a une tendance naturelle à lofer . Inversement la tendance d'un bateau à abattre est appelé mou.

## Description

### Voilier
Cela arrive généralement quand le centre de poussée vélique est un peu trop en arrière du centre de dérive. L'intérêt d'un voilier ardent était de rendre le réglage d'un régulateur d'allure plus facile, ou même de faire marcher le voilier simplement avec la barre amarrée.

### Navire
Pour les navires autres que voiliers, ce comportement existe aussi. Le fardage et les superstructures constituent une surface de prise au vent. Cette surface est une voile aux piètres performances, y est donc associé un centre vélique. Ce centre, suivant sa position par rapport au centre de dérive que constituent les œuvres vives, rendra un navire mou ou ardent. Moins gênante ou cruciale que pour un voilier, cette notion redevient importante lorsque le vent forcit pour tenir un cap adéquat à la houle ou bien lorsque le navire manœuvre dans un espace restreint. Généralement, ce comportement du bateau est invariant (ardent ou mou) la position du château sera le facteur clé pour rendre le cargo mou ou ardent, mais le comportement peut varier suivant la cargaison en pontée par exemple la répartition des conteneurs sur un porte-conteneurs.

## Problème posé et solution pour un voilier
Pour que le cap puisse être maintenu il faut donc tirer la barre, le safran n'est alors plus dans l'axe du bateau, ce qui ralentit le bateau. Pour rendre le voilier neutre, le marin pourra utiliser les réglages de la grand voile sur un gréement marconi en diminuant la quête du mât par exemple. De même il pourra inversement jouer sur les voiles d'avant en les rendant plus performantes.  
Inversement pour un voilier mou pour retrouver une barre neutre il est nécessaire de redonner de la quête arrière. Pour cela, il faut reprendre des haubans (en cas de gréement portant) ou du pataras et lâcher de l'étai. Si le mât est calé sur le bateau par un rail, avancer le pied de mât dans ce rail règlera aussi le problème.